# Aureliuskirche (Hirsau)

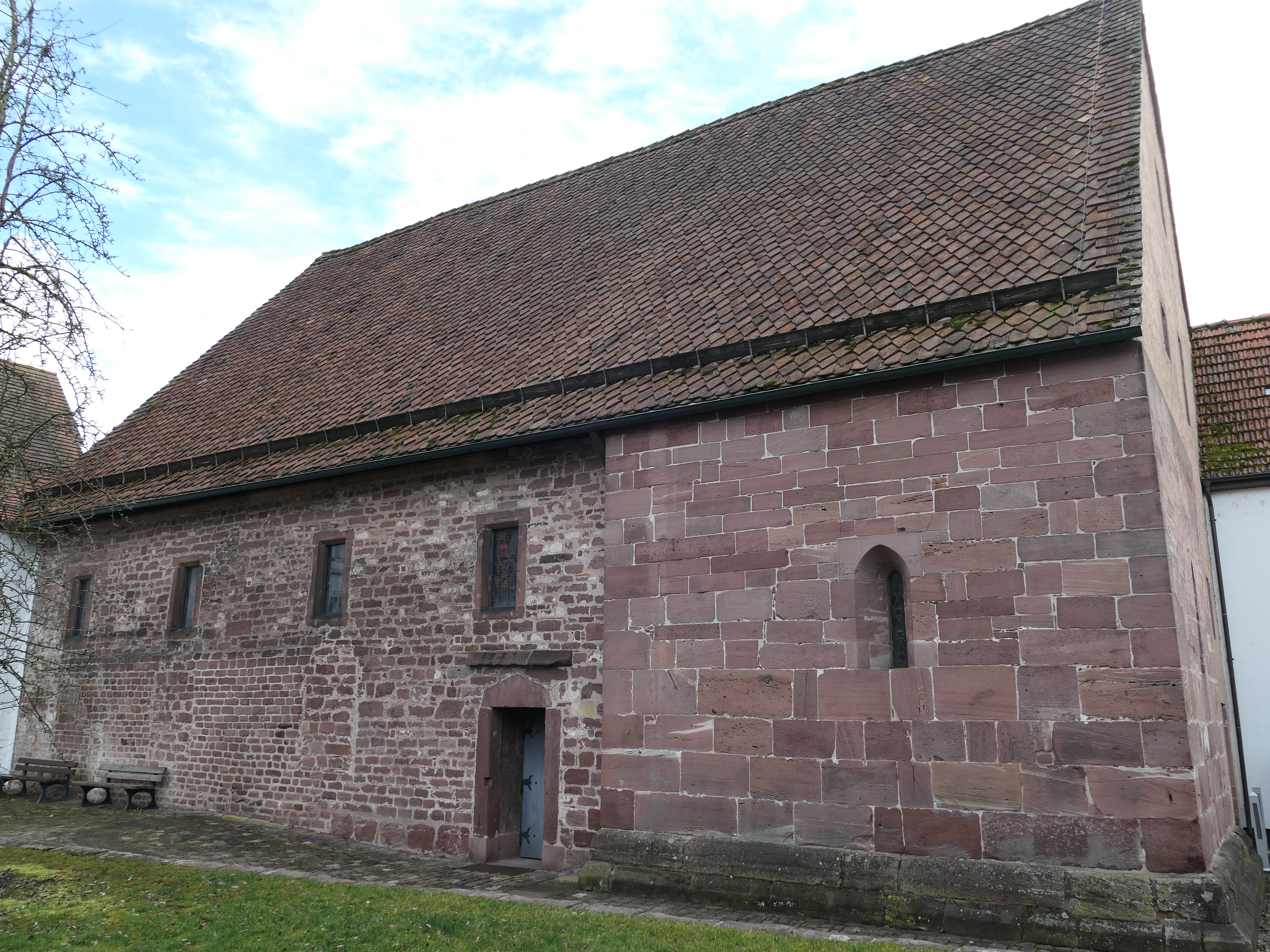
Aureliuskirche in Hirsau

Die Aureliuskirche, die ehemalige Klosterkirche des Klosters Hirsau, ist die römisch-katholische Pfarrkirche von Hirsau, einem Stadtteil von Calw im Landkreis Calw in Baden-Württemberg. Das Bauwerk ist beim Landesamt für Denkmalpflege Baden-Württemberg als Baudenkmal eingetragen. Die Kirche gehört zum Dekanat Calw der Diözese Rottenburg-Stuttgart.

## Geschichte

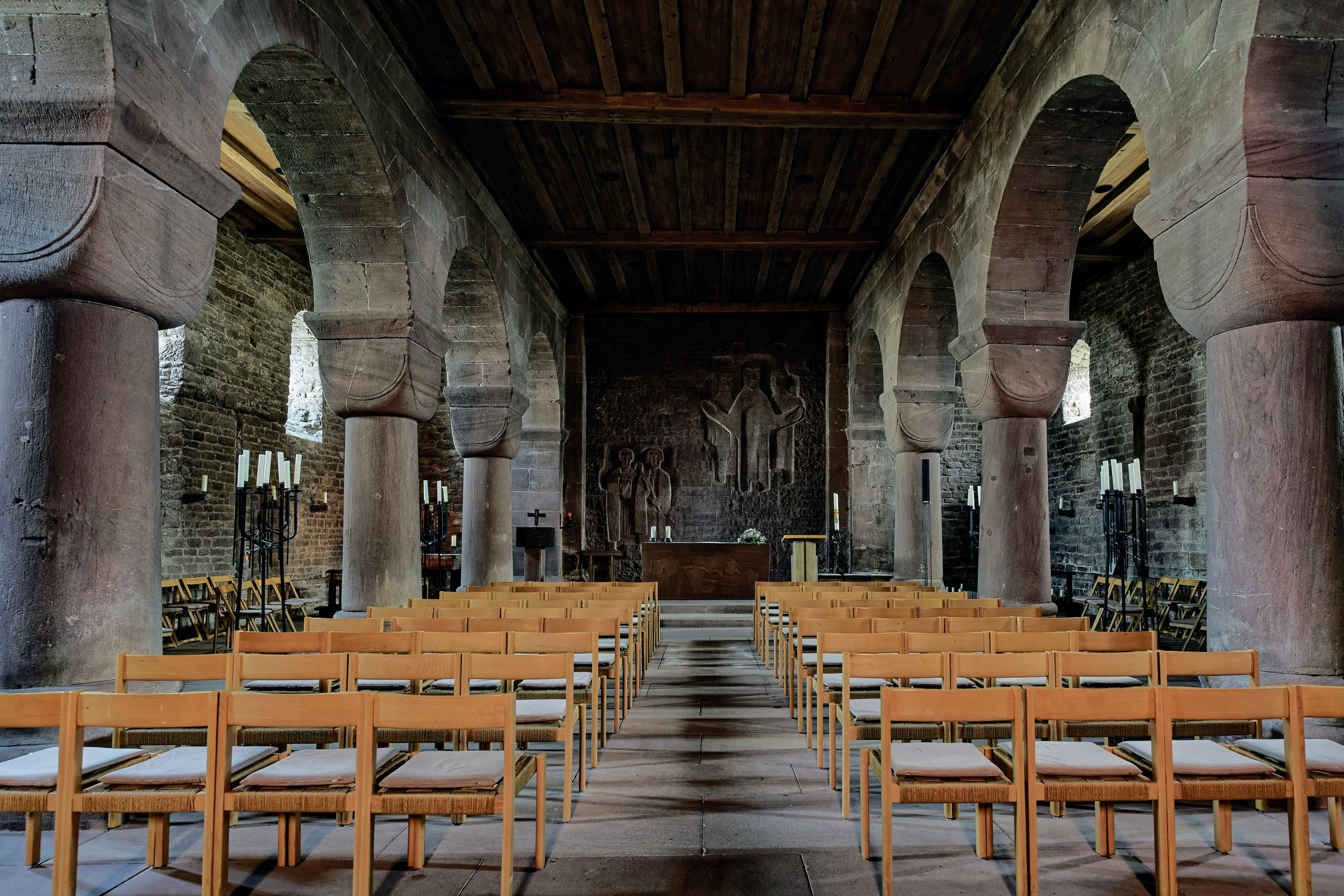
Innenraum

Die mit einem Satteldach bedeckte Saalkirche ist der Rest einer 1059–1071 errichteten und 1584 abgebrochenen Kreuzbasilika. Heute sind noch das Langhaus und die Überreste der beiden Westtürme erhalten. Sie wurde bis zur Renovierung 1954/55 profan genutzt. Die Kirche war auf einem kreuzförmigen Grundriss errichtet und verfügte im Osten an den beiden Querhäusern sowie am Hauptchor über jeweils eine Apsis, einen halbrunden Raum, der Teil der Chöre war.
Im Mittelgang erinnert eine Steinplatte an Berthold I. von Zähringen. Nach seinem Tod legte der Papsttreue und großzügige Förderer von Hirsau das Mönchsgelübde ab. Er wurde zunächst hier beigesetzt, später jedoch nach St. Peter im Schwarzwald überführt. In der Kirche ist ein kleiner Teil der Reliquien des Heiligen Aurelius aufbewahrt.
Die Entwürfe zu den Glasmalereien stammen von Wilhelm Geyer. Den Altar schuf Otto Herbert Hajek. Die Orgel wurde 2004 von Johannes Rohlf erbaut. Sie umfasst 13 Register auf zwei Manualen und Pedal.